# قتل‌های باغ کاخ سفید
قتل‌های باغ کاخ سفید در حوالی روستای تولسهانت دارسی، اسکس، انگلیس، در شب ۶ تا ۷ اوت ۱۹۸۵ اتفاق افتاد. نویل و جون بامبر به همراه دختر خوانده‌شان شیلا کافل و پسران دوقلوی شش ساله شیلا، دانیل و نیکلاس کافل در داخل خانه باغ خود مورد اصابت گلوله قرار گرفتند و کشته شدند. تنها عضو بازمانده از خانواده جون و نویل، پسر خوانده آنها جرمی بامبر ۲۴ ساله بود، که گفت در زمان تیراندازی چند مایل دورتر از خانه بوده‌است.
در ابتدا پلیس بر این باور بود که شیلا که به اسکیزوفرنی مبتلا شده بود، شلیک کرده و سپس اسلحه را به سمت خود چرخانده‌است. اما هفته‌ها پس از قتل، دوست دختر سابق جرمی بامبر به پلیس گفت که او خود را دخیل کرده‌است. دادستان استدلال کرد که بامبر با انگیزه ارثیه زیاد، با تفنگ نیمه اتوماتیک پدرش به خانواده شلیک کرده، سپس اسلحه را در دستان خواهر نامتعادل خود قرار داده تا به نظر برسد مانند یک قتل - خودکشی بوده‌است. به گفته دادستانی یک صدا خفه کن روی اسلحه بود و خیلی طول می‌کشید تا انگشتان شیلا به ماشه برسند تا به خود شلیک کند. بامبر در اکتبر ۱۹۸۶ به اتهام پنج فقره قتل با صدور رأی اکثریت ۱۰–۲ نفر به حداقل ۲۵ سال محکوم شد و در سال ۱۹۹۴ خبر داد که هرگز آزاد نخواهد شد. دادگاه تجدیدنظر این حکم را در سال ۲۰۰۲ تأیید کرد.
بامبر در تمام مدت نسبت به بی گناهی خود معترض بود، اگرچه خانواده بزرگ وی همچنان به گناهکار بودن وی معتقد بودند. بین سالهای ۲۰۰۴ و ۲۰۱۲، وکلای وی چندین درخواست ناموفق را به کمیسیون بررسی پرونده‌های جنایی ارائه دادند. آنها استدلال کردند که ممکن است در هنگام قتل‌ها از صدا خفه کننده استفاده نشده باشد، ممکن است صحنه جنایت دست خورده و بعداً بازسازی شده باشد، و عکس‌های صحنه جنایت هفته‌ها پس از قتل‌ها گرفته شده و زمان مرگ شیلا به اشتباه محاسبه شده‌است.
یک مسئله اساسی این بود که آیا بامبر آن شب تماسی از پدرش دریافت کرده بود که می‌گوید شیلا با اسلحه «عصبانی شده» است؟ بامبر گفت که این کار را کرد، او به پلیس هشدار داد و شیلا آخرین گلوله را شلیک کرد در حالی که او و مأموران بیرون از خانه ایستاده بودند. این تبدیل به یک علامت اصلی در پرونده دادستانی شد که پدر چنین تماسی نداشته و تنها دلیلی که بامبر در این باره دروغ گفته - در واقع، تنها راهی که می‌توانست در هنگام تیراندازی به پلیس اطلاع دهد - این است که او خودش قاتل بوده‌است.

## در رسانه‌های پرطرفدار
در مورد این موضوع، یک مجموعه تلویزیونی درام، به نام  باغ کاخ سفید، با بازی فردی فاکس در نقش جرمی بمبر و Cressida Bonas در نقش شیلا کفل، در ژانویه ۲۰۲۰ در شبکه ITV در انگلستان و HBO Max در ایالات متحده پخش شد.